# Claudia Malzahn
Claudia Malzahn, née le 23 août 1983 à Halle-sur-Saale, est une judokate allemande.

## Palmarès international en judo
| Championnats du monde | Championnats du monde | Championnats du monde |
| Année                 | Médaille              | Catégorie             |
| --------------------- | --------------------- | --------------------- |
| 2009                  | bronze                | –63 kg                |
| Championnats d'Europe |                       |                       |
| Année                 | Médaille              | Catégorie             |
| 2005                  | bronze                | –63 kg                |
| 2008                  | argent                | –63 kg                |